# Apanteles dirphiae
Apanteles dirphiae är en stekelart som beskrevs av Silva Figueroa 1917. Apanteles dirphiae ingår i släktet Apanteles och familjen bracksteklar. Inga underarter finns listade i Catalogue of Life.